# Screem
Screem (od ang. Site Creation and Editing Environment) – edytor HTML będący wolnym oprogramowaniem, przeznaczony dla środowiska GNOME.